# Wolfgang Overath
Wolfgang Overath (pronunciación en alemán: /ˈvɔlfɡaŋ ˈʔoːvəʁaːt/ (escucharⓘ); Siegburg, Alemania, 29 de septiembre de 1943) es un exjugador de fútbol de Alemania Occidental. Representó a su país tres veces en las finales de la Copa del Mundo, que culminó en 1974 con la victoria en casa.
Un centrocampista creador de juego, Overath comenzó a jugar a fútbol en el SSV Siegburg, pero pasó la mayor parte de su carrera en el Colonia, apareciendo 765 veces entre 1962 y 1977 y marcando 287 goles. Ganó la Bundesliga con 1. FC Köln en 1964 y la Copa de Alemania en 1968. En total ganó 81 veces jugando con la selección nacional entre 1963 y 1974, anotando 17 goles. Así como la victoria de la Copa del Mundo en 1974, él estaba en el corazón del centro del campo de Alemania Occidental cuando llegaron a la final en 1966 y alcanzaron el tercer lugar en 1970. Overath anotó el único gol en este último partido.
Overath es uno de los pocos jugadores con medallas de la Copa del Mundo para el 1.er, 2.º y 3.er lugar. Era conocido por su habilidad de pase, especialmente con su pie izquierdo. Hubiera realizado más apariciones en la selección de la Alemania Occidental, pero el juego destacado de Günter Netzer, le hizo una 2.ª opción por un breve período incluyendo la victoria de la Eurocopa 1972.
En 2004 fue elegido Presidente del Colonia.

## Participaciones en laCopa Mundial de Fútbol
| Mundial                        | Sede                | Resultado     | Partidos | Goles |
| ------------------------------ | ------------------- | ------------- | -------- | ----- |
| Copa Mundial de Fútbol de 1966 | Inglaterra          | Subcampeón    | 6        | 0     |
| Copa Mundial de Fútbol de 1970 | México              | Tercer puesto | 6        | 1     |
| Copa Mundial de Fútbol de 1974 | Alemania Occidental | Campeón       | 7        | 2     |